# Neerpelt
Neerpelt – dzielnica (deelgemeente) gminy Pelt w Belgii, w Regionie Flamandzkim, w prowincji Limburgia, w okręgu Maaseik. 1 stycznia 2020 roku liczyła 13 798 mieszkańców. Do 31 grudnia 2018 samodzielna gmina. Leży ok. 25 km na południe od Eindhoven.
1 stycznia 2019 gminy Neerpelt oraz Overpelt połączyły się tworząc nową gminę Pelt.
Od 1953 roku w Neerpelt odbywa się Europejski Festiwal Muzyczny dla Młodzieży (Europees Muziekfestival voor de Jeugd) – konkurs dla młodych chórów i orkiestr.

## Osoby

### urodzone w Neerpelt
- Stijn Coninx, reżyser filmowy
- Wim Mertens, kompozytor
- Belle Pérez, piosenkarka
- Roy Sentjens, rowerzysta
- Raf Simons, projektant mody